# 南利佩斯县

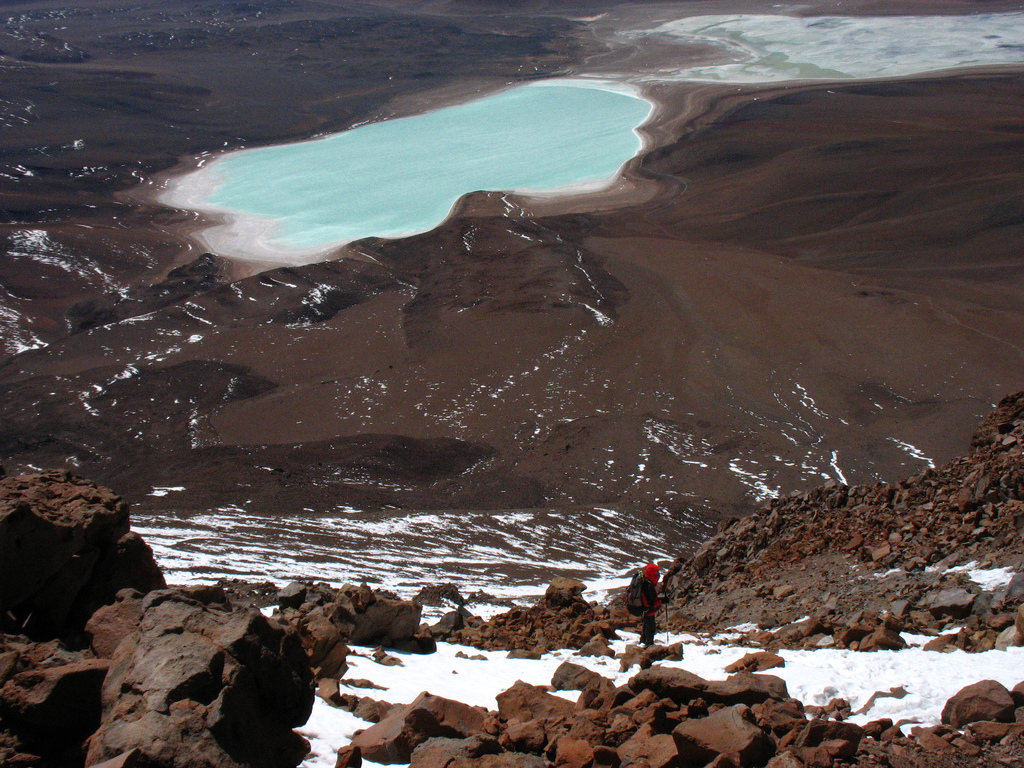

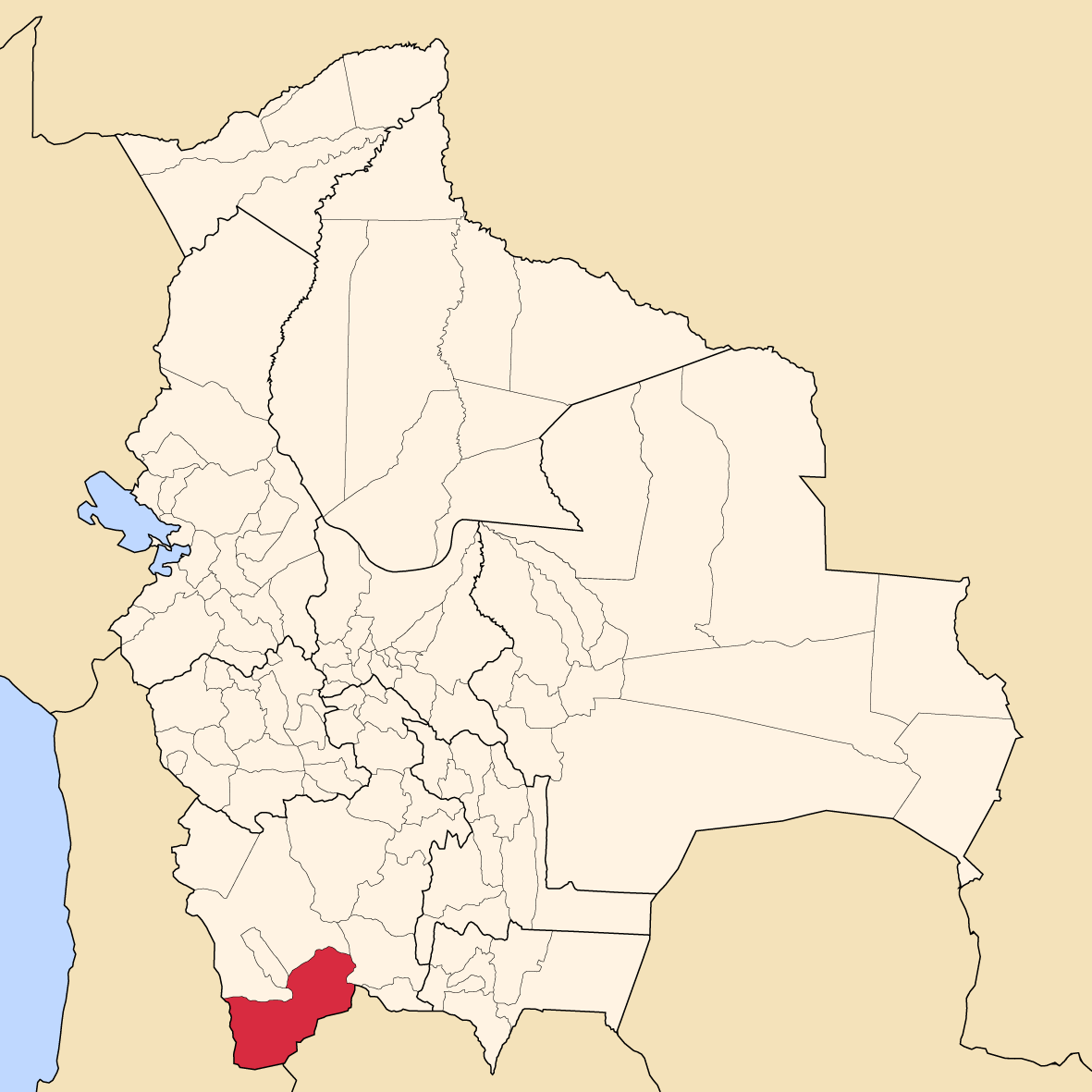

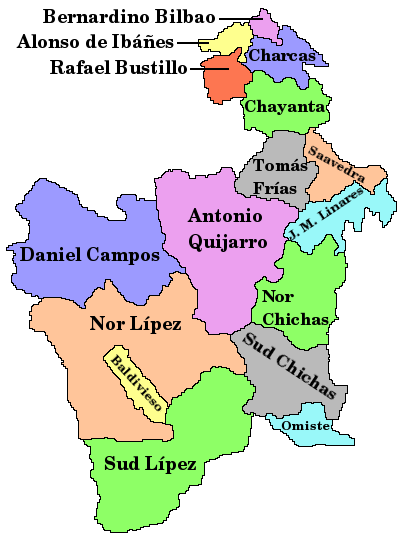

南利佩斯县（西班牙語：Provincia de Sud Lípez），是玻利維亞的县份，位於該國西南部，屬於波托西省的一部分，县府設於聖巴勃羅德利佩斯，面積8,631平方公里，2001年人口4,905，人口密度每平方公里0.3人。